# Bâkî
Bâḳî (numele complet: Mahmud Abdülbâkî, în limba turcă otomană: (محمود عبد الباقى) (1526 – 1600) a fost poet turc, reprezentant de seamă al liricii clasice (divani), cunoscut în acea epocă drept "sultanul poeților".

## Viața
S-a născut la Istanbul, într-o familie modestă, tatăl său, Mehmet Efendi, fiind muezin la moscheea Fatih, una dintre ctitoriile sultanului Mehmet al II-lea, cuceritorul Costantinopolului. Originile sale umile l-au obligat să-și câștige existența de mic copil, acesta devenind calfă la un curelar (sarraç). Mai târziu i s-a oferit posibilitatea să studieze într-o școală coranică (medrese), unde i-au fost remarcate rapid abilitățile sale intelectuale. Tot acolo a început să scrie și poezie, ca urmare a faptului că intrase în contact cu numeroși oameni de cultură. 
După terminarea studiilor a devenit profesor (müderris) la o școală de periferie. În ciuda mediului umil din care provenea, a avansat rapid pe scara socială, obținând o reputație de savant, fapt ce i-a adus un trai îndestulat, fără griji, așa cum reiese și din opera sa. 
Perioada sa de glorie a fost reprezentată de cea a sultanului Soliman Magnificul (Süleyman Kanuni ,,Legiuitorul"), care fiind la rândul său poet (Muhibbi ,,Prietenosul"), îl invita adesea la palat, îi trimitea scrisori, ba chiar se consulta cu acesta în privința poemelor sale. După moartea lui Soliman, acesta a continuat să se bucure de atenția și prețuirea succesorilor săi, Selim al II-lea, Murat al III-lea și Mehmet al III-lea, fapt ce i-a conferit rangul de Sultan uș-Șu' ara/Melik uș-Șu' ara (,,sultan/suveran al poeților"). 
De-a lungul vieții sale a ocupat numeroase funcții, printre care profesor la școala coranică din cadrul complexului Süleymaniye, apoi cadiu la Mecca și Istanbul, kadıasker (judecător militar) de Anatolia și Rumelia. Însă va muri fără să-și împlinească cel mai mare vis al său, acela de a deveni șeyh-ül-islâm (liderul tuturor musulmanilor din imperiu). La moartea sa, Sunullah Efendi, cel care ocupa acea poziție pe atunci, îi va dedica un distih devenit celebru.

## Stilul literar
A început să scrie poezie încă de la vârsta de 19 ani, arătând o deosebită admirație mai vârstnicului său contemporan Zati, care l-a susținut în perioada afirmării sale. Creația sa literară poate fi considerată o frescă socială a vremii, întrucât ea reflectă mediile aristocrate cu care acesta a luat contact precum și viața lipsită de griji a elitei otomane într-o perioadă de apogeu a Imperiului, ce se opune celei a predecesorului său Fuzuli. O temă recurentă a operei sale este dragostea, asociată cu plăcerile superficiale ale vremii, poetul însuși fiind recunoscut pentru stilul său de viață hedonist, care reflectă atitudinea sa față de trecerea inexorabilă a timpului, o atitudine de tip carpe diem. Poemele sale au căpătat o latură reflexivă abia spre sfârșitul vieții, acesta fiind influențat de mistica islamică. 
A fost un adept al perfecțiunii formale, poemele sale elaborate, precum și versificația ce se apropie de perfecțiune, trădând șlefuirea îndelungată din dorința de a obține o muzicalitae fără egal. Făcea apel la dialectul istanbulez, pe care dorea să-l ridice la rang de limbă literară. Antologia sa poetică a fost foarte populară, depășind granițele Imperiului Otoman și ajungând în seraiurile de pe teritoriile arabe și persane.  A fost considerat un adevărat model de către marii poeți divani din perioadele ulterioare, dar și de către personalitățile marcante din perioada Tanzimatului. 

## Opera
Una dintre cele mai celebre opere ale sale este Mersiye-i Hazret-i Süleymân Hân (مرشيه ﺣﻀﺮت سليمان خان; "Elegie pentru Excelența Sa, Süleymân Khan"). Această mersiye (elegie) face parte din Divân-ul său, care cuprinde și gazeluri, kaside, poeme în stilul na'at, rübai etc. Se estimează că până la moartea sa, ar fi reușit să scrie aproximativ 650 de poeme.  De asemenea, a mai lăsat o serie de traduceri cu caracter istoric sau religios: Fezail-i Mekke ,,Universurile Meccane" și Fezail-i Cihâd ,,Universurile Războului Sfânt". A fost unul dintre cei mai populari poeți ai vremii, statutul său în literatura otomană fiind asemănat cu cel al lui Milton sau Shakespeare din literatura britanică.  